# Lombardie majeure

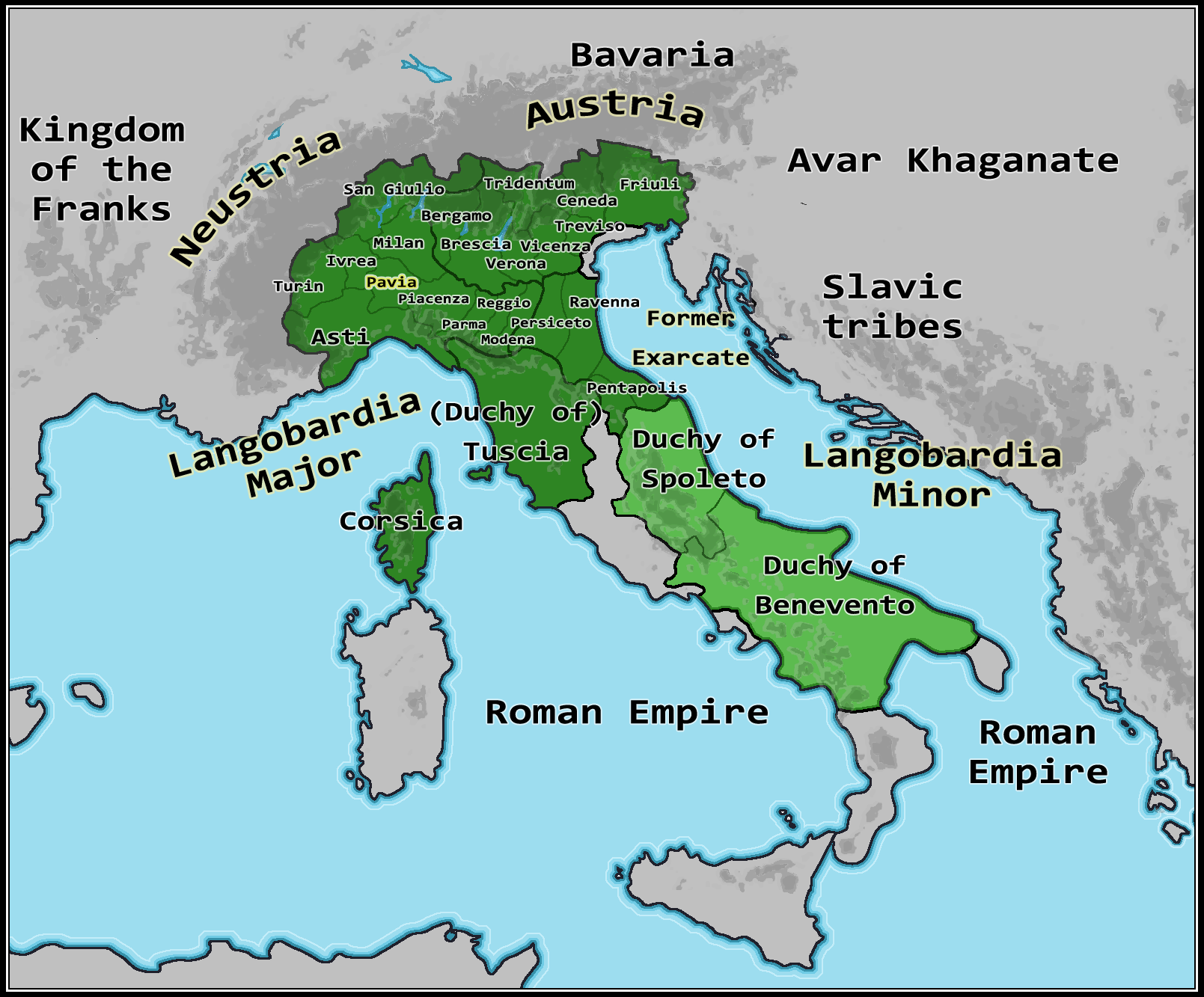
Territoire lombard au 740, avec la Lombardie majeure en vert foncé.

Lombardie majeure était le nom donné au début du Moyen Âge au territoire sous domination Lombarde au nord de l'Italie, avec la capitale Pavie comprenant la Lombardie, les duchés du Frioul et Trente ainsi que la Toscane, délimitée au sud par le Patrimoine de saint Pierre. Après la conquête du Royaume lombard  par Charlemagne en 774, la Lombardie majeure fait partie de l'Empire carolingien.

## Histoire
En 568, arrivés dans le Frioul, les Lombards ont repris aux Byzantins une grande partie du territoire situé au sud des Alpes, mais au début, ils ne constituent pas un domaine uniforme. Les terres conquises ont été regroupées, dans la terminologie de l'époque, dans deux importantes entités : Lombardie majeure, des Alpes à la Toscane d'aujourd'hui et « Lombardie mineure » qui comprenait les possessions au sud par l'exarchat de Ravenne qui au VIe siècle était relié à Rome par le « corridor Byzantin », traversant Orvieto, Chiusi et Pérouse séparant ainsi la Lombardie mineure et de la majeure.
La Lombardie majeure a été fragmentée en de nombreux duchés et gastalds dont les ducs avaient des pouvoirs peu contestés dans leurs territoires respectifs. Le premier duché institué par Alboin en 569 est celui du Frioul (siège Cividale) puis entre 569 et 572 ceux des autres villes conquises : Ceneda, Vicence, Vérone, Trente, Brescia, Bergame, San Giulio, Pavie, Turin, Asti, Lucques (Tuscia).
Les ducs ont régné incontestés pendant la période comprise entre 574 et 584 et ont conservé une forte autonomie que le pouvoir central n'a pas réussi à museler.
Au VIIe siècle à l'intérieur de la Lombardie majeure se formèrent deux zones distinctes la Neustrie et l' Autriche. Géographiquement la Neustrie était la partie occidentale et l'Autriche celle orientale.
En 774, après la chute du Royaume lombard, la Lombardie majeure passe sous la domination des Francs mais sa structure politico-administrative reste en place et les ducs lombards sont remplacés par les comtes francs.